# Rossa (Suíça)
Rossa é uma comuna da Suíça, no cantão dos Grisões, de origem de descendentes de italianos com cerca de 128 habitantes. Estende-se por uma área de 58,93 km², de densidade populacional de 2 hab/km². Confina com as seguintes comunas: Biasca (TI), Cauco, Malvaglia (TI), Mesocco, Soazza.
A língua oficial nesta comuna é o italiano.